# Aladin n'a pas de veine
Pour plus de détails, voir Fiche technique et Distribution.
Aladin n'a pas de veine (A-Lad-In Bagdad) est un cartoon Merrie Melodies réalisé par Cal Howard et Cal Dalton en 1938.

## Synopsis
Egghead, en tenue arabe, arrive dans Bagdad avec son baluchon. Il s'intéresse à un autochtone dans la rue qui cherche à attraper une lampe magique dans un jeu de machine à pince (nommé « Prize Digger »). Egghead réussit là ou le joueur échoue et gagne la lampe. Le mode d'emploi gravé lui permet de faire apparaître le génie. Ce dernier réalise le souhait d'Egghead d'avoir de plus beaux habits. Le joueur a tout vu ; il devient méchant et cherche à lui voler la lampe.
Egghead remarque un attroupement devant une affiche disant que le sultan organise au « Palais royal » un concours de talents du music-hall afin d'avoir la main de la princesse, sa fille. Egghead obtient un tapis volant en frottant la lampe puis se rend au « Palais royal », mais une longue queue de prétendants le précède. La princesse pleure lorsque deux gardes font entrer un homme à l'air robuste mais muet, Ali-Baabe Breen, qui répète la comptine « Mary Had a Little Lamb ». Cela n'impressionne pas le sultan, qui l'évacue dans une fosse en ouvrant une trappe sous ses pieds. Plusieurs autres concurrents échouent aussi et partent de la même manière, y compris le duo « Slap-Happy Boys », où le sultan tire au pistolet sur eux alors qu'ils chantent encore dans la fosse. C'est au tour d'Egghead et de sa lampe magique. Il commence par danser et chanter devant le sultan et la princesse. Si la princesse en tombe amoureuse, le sultan se bouche les oreilles. Egghead essaye alors de frotter sa lampe, mais en vain car elle a été échangée avec une cafetière. Le sultan le jette dehors. Arrive le tour du méchant joueur avec la vraie lampe. Egghead le voit faire des prouesses grâce à elle. Le sultan, conquis, le marie à sa fille. Egghead intervient, assome le voleur et emmène la princesse avec lui. Avec la lampe, il mène une belle vie. Mais la princesse fait apparaître un génie très séduisant qui la ravit et l'entraîne dans la lampe. Egghead en soulève le couvercle : la main du génie sort et lui presse son nez.

## Fiche technique
Source IMDb
- Titre original : A-Lad-In Bagdad
- Réalisation : Cal Dalton et Cal Howard
- Scénariste : Dave Monahan
- Producteur : Leon Schlesinger (Leon Schlesinger Studios)
- Distribution : États-Unis :
  - Warner Bros. Pictures (1938) (cinéma)
  - Associated Artists Productions (1956) (TV)
- Composition : Carl W. Stalling (non crédité)
- Direction de la musique : Carl W. Stalling
- Orchestration : Milt Franklyn (non crédité)
- Montage et effets sonores : Treg Brown (non crédité)
- Langue : anglais
- Pays de production : États-Unis
- Date de sortie : 24 juin 1944
- Genre : court métrage de dessin animé comique
- Format : Technicolor - Son mono - 1,37:1 - 35 mm - Procédé cinématographique : sphérique
- Durée : 8 minutes
- Date de sortie : 
  - États-Unis : 27 août 1938

### Animation
Seul Volney White est au générique.
- Animateurs :
  - Volney White (en)
  - Robert McKimson
  - Gil Turner (en)
  - Rod Scribner (en)
  - Herman Cohen
- Décors :
  - Al Tarter (création des décors)
  - Art Loomer (supervision)

## Musiques
Aucune musique ou chanson n'est au générique.
- On the Rue de la Paix

Musique de Werner R. Heymann, paroles de Ted Koehler. 
Chantée lors de la parodie du duo radiophonique The Happiness Boys (en) (Billy Jones et Ernie Hare) dans la scène « How Do You Do and How Are You? » avec les deux Slap-Happy Boys.
- Bei Mir Bist Du Shoen

Musique de Sholom Secunda et paroles de Jacob Jacobs (paroles en anglais par Saul Chaplin et Sammy Cahn).
- Daydreaming (All Night Long)

Musique de Harry Warren.
- Half of Me (Wants to Be Good)

Musique écrite par Peter DeRose et Sam M. Lewis (en).
- Wedding March (en) (Marche nuptiale) de l'ouverture Le Songe d'une nuit d'été

Musique de Felix Mendelssohn.
- Choeur Nuptial (en) - Voici La Mariée de l'opéra Lohengrin

Musique de Richard Wagner.
- Something Tells Me

Musique de Harry Warren.
- The Dervishes: Fanatical Dance (1899)

Musique de Theodore Bendix (en).

## Distribution
Voix originales :
Personne n'est au générique.
- Mel Blanc : le joueur méchant / le génie / le sultan / le mendiant / un des Slap-Happy Boys
- Bernice Hansen : la fille du sultan
- Cliff Nazarro (en) : Aladdin / Egghead
- Danny Webb (en) : Egghead / vendeur / Ali-Baabe Breen / l'autre Slap-Happy Boy

Voix françaises :